# Jeremy Corbyn
Jeremy Corbyn (n. 26 mai 1949, Chippenham, Anglia) este un politician britanic, lider al Partidului Laburist din Marea Britanie în perioada 2015-2020. A fost deputat în parlamentul britanic de peste 32 ani. Corbyn se situează la extrema aripii stângi a partidului. A fost prieten cu politicieni ca Tony Benn și John McDonnell.